# Мецана (Маса-Карара)
Мецана је насеље у Италији у округу Маса-Карара, региону Тоскана.
Према процени из 2011. у насељу је живело 201 становника. Насеље се налази на надморској висини од 359 м.